# Hartwig Friedrich Wiese

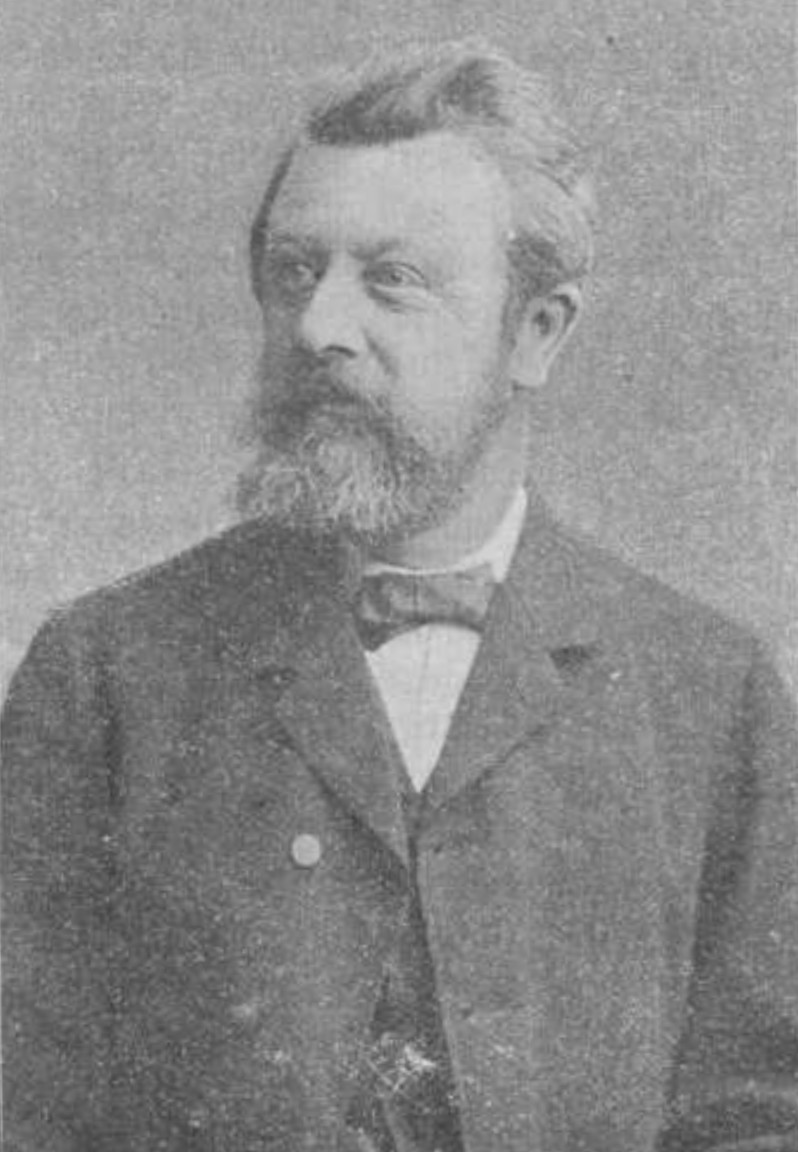
Hartwig Friedrich Wiese

Hartwig Friedrich Wiese (* 23. Mai 1840 in Schönkirchen; † 5. Februar 1905 ebenda) war ein deutscher Ingenieur, Standesbeamter und Ornithologe. 

## Leben und Wirken
Hartwig Friedrich Wiese war ein Sohn des Hufners Hans Hinrich Wiese (* 7. Oktober 1805 in Schönkirchen; † 10. Juni 1877 ebenda) und dessen Ehefrau Magdalena Dorothea, geborene Dibbern (* 20. Dezember 1815 in Schönkirchen; † 9. Juli 1894 ebenda). Bis 1855 besuchte er eine Dorfschule. Der Ortspastor von Schönkirchen namens Carl Friedrich Mertz unterrichtete ihn begleitend in Sprachen. Danach bekam er  weiteren Unterricht bei Lehrer Kühl in Oelixdorf.
Von 1856 bis 1861 besuchte Wiese das Polytechnikum Hannover. Anschließend arbeitete er als Ingenieur in der Region Hannover und in Westfalen. Von 1867 bis 1877 übernahm er als Baumeister die Leitung über einen größeren, im Bau befindlichen Streckenabschnitt der Venlo-Hamburger Eisenbahn. 1882 kehrte er in seinen Geburtsort Schönkirchen zurück. Hier wurde er am 1. Juli 1886 Standesbeamter und 1899 Vorsteher des Amtes.
Wiese starb unverheiratet 1905 in Schönkirchen.

## Wissenschaftliche Arbeiten
Wieses Großvater verfügte über eine kleine wissenschaftliche Bibliothek, in der sein Enkel Anregungen für naturkundliche Betrachtungen fand. Seit 1890 gehörte er dem Verein „Die Heimat“ an, der sich mit Natur- und Landeskunde beschäftigte. Er selbst engagierte sich für den Erhalt von Singvögeln und Störchen und legte in seinem Garten ein kleines Paradies für Vögel an.
Wiese schrieb zahlreiche Artikel, die auch noch im 20. Jahrhundert als wertvolle Quellen galten. 1888, 1890 und 1894 besichtigte er während Reisen Museen und Kunstschätze, darunter in Weimar, in der Schweiz und in Italien. 1891 besichtigte er das Naumann-Museum in Köthen und wiederholt das Zoologische Museum in Berlin.
Der Zoologe Karl August Möbius, der Wiese mehrfach in Schönkirchen besuchte, brachte Wiese in Kontakt mit Paul Leverkühn. Wiese legte eine kleine Sammlung von Vögeln und Vogeleiern, Säugetieren, Reptilien, Insekten und Steinen an, die er später den Zoologischen Museen in Sofia und Kiel überließ.
1886 veröffentlichte Wiese selbst ein kleines Buch über Schönkirchen, das von ihm gesammeltes Material zur Geschichte des Ortes und viele von ihm selbst erstellte Pläne und Skizzen umfasste.